# Arrête ton cinéma !
Pour plus de détails, voir Fiche technique et Distribution.
Arrête ton cinéma ! est une comédie française réalisée par Diane Kurys et sortie en 2016. Le film est tiré du roman de Sylvie Testud, C'est le métier qui rentre.

## Synopsis
Actrice reconnue, Sybille démarre l’écriture de son tout premier film. Avec ses productrices Brigitte et Ingrid, elle se jette dans l’aventure, mettant de côté sa vie familiale. Se confrontant à des difficultés telles que transformer son scénario selon les délires successifs de ses productrices, rencontrer les refus financiers, elle a du mal à réaliser son rêve. Sybille se rendra compte trop tard que ses productrices l’ont entraînée dans leur folie.

## Fiche technique
- Titre : Arrête ton cinéma !
- Réalisation : Diane Kurys
- Scénario : Diane Kurys et Sylvie Testud, d'après le roman C'est le métier qui rentre de Sylvie Testud
- Musique : Hugo Gonzalez Pioli et Paolo Buonvino
- Montage : Sylvie Gadmer
- Photographie : Gilles Henry
- Costumes : Éric Perron
- Décors : Tony Egry
- Producteur : Diane Kurys et Alexandre Arcady
  - Producteur exécutif : Catherine Grandjean et Claude Fenioux
  - Producteur associé : David Grumbach
- Production : Alexandre Films
- Distribution : BAC Films
- Pays d'origine :  France
- Durée : 90 minutes
- Genre :  comédie
- Dates de sortie :
  -  France : 13 janvier 2016

## Distribution
- Sylvie Testud : Sybille
- Josiane Balasko : Brigitte
- Zabou Breitman : Ingrid
- Fred Testot : Adrien
- François-Xavier Demaison : Jack
- Claire Keim : Julie
- Hélène de Fougerolles : Marion
- Virginie Hocq : Annabelle
- Florence Thomassin : Chacha
- Pierre Langlois : le régisseur
- Denis Sebbah : le directeur de production
- Alban Casterman : Alphonse
- Éric Naggar : le distributeur
- Aurélia Petit : la réalisatrice
- Jean Pommier : le vieux monteur de la Nouvelle Vague
- Monaliza Utrela : Mona
- Xing Xing Cheng : Lili
- Ophélie Koering : la première assistante du clip
- Michel Drucker : lui-même
- Patrick Juvet : lui-même